# 坂田祐

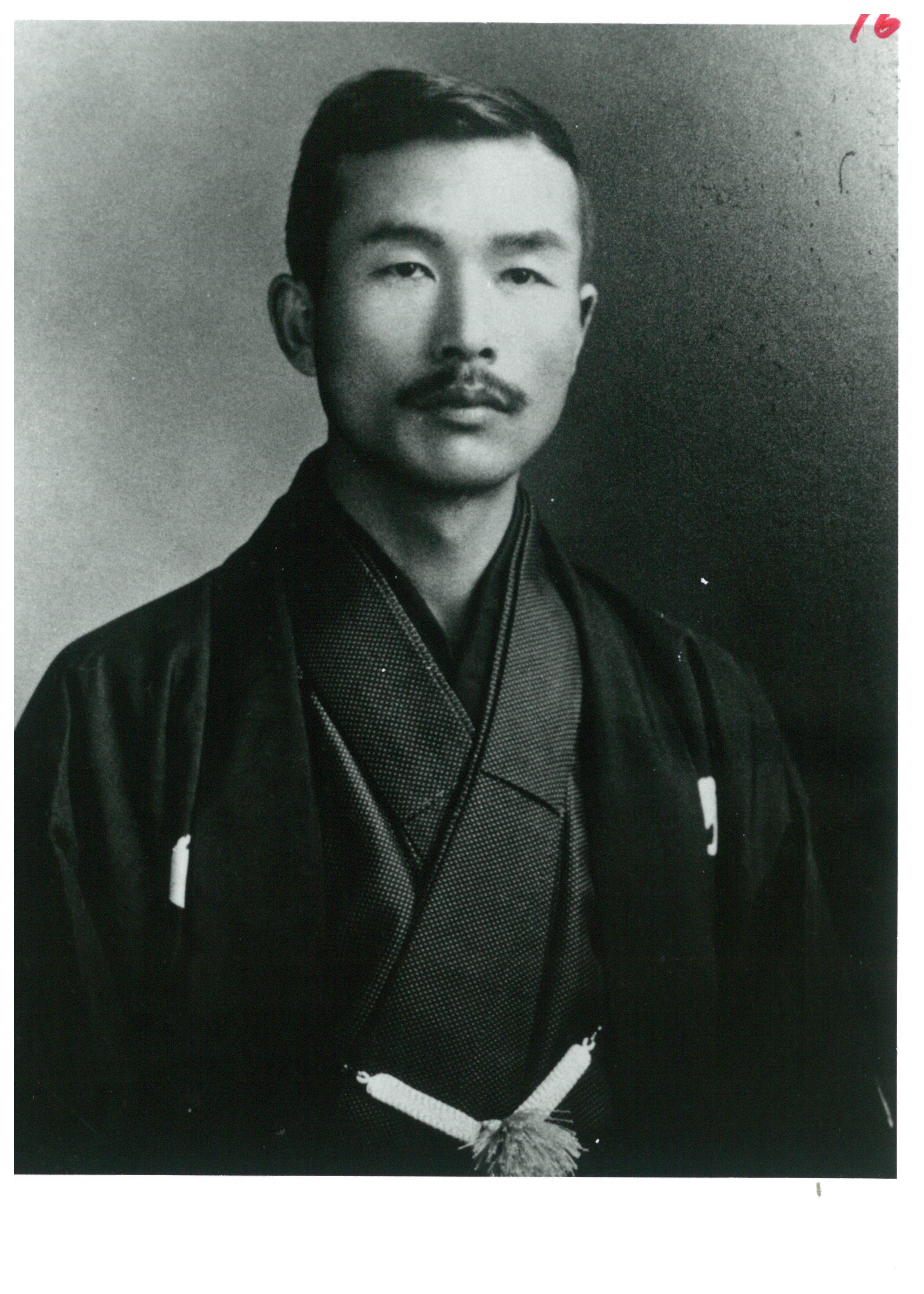
坂田祐 40歳（関東学院学院史資料室提供）

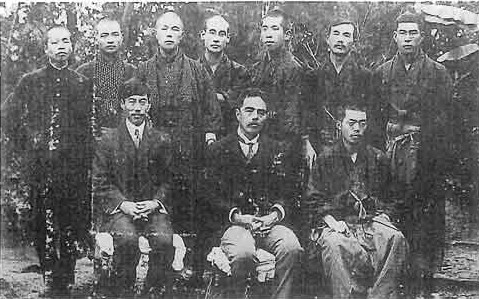
白雨会送別会（1917年）、坂田は後列右から2人目

坂田 祐（さかた たすく、旧姓・中村、1878年2月12日 - 1969年12月16日）は、日本の陸軍軍人、教育者、関東学院院長。学校法人関東学院の基礎作りに貢献した。

## 来歴

### 初期
旧会津藩士の父・中村富造、母ミエの二男として、秋田県鹿角郡大湯村（現・鹿角市十和田大湯）で生まれる。母方の祖父は白虎隊士中二番隊長の日向内記。両親は斗南藩領（現・青森県むつ市）に移ったものの困難な生活を余儀なくされ、廃藩後に大湯村に永住することとなった。一家の生活は苦しく、1892年（明治25年）毛馬内小学校高等科（現・鹿角市立十和田小学校）第3年で中退し、大湯村の不老倉銅山で働いた。しかし、勉学の志止みがたく、1896年（明治29年）故郷を出て東京に向かい、東京、横浜、浦賀などを転々としたが、最後は足尾銅山で1898年（明治31年）まで働いた。

### 軍人時代
1898年に徴兵年齢となり、陸軍教導団を受験し騎兵科生徒となった。1899年（明治32年）11月に卒業し陸軍騎兵二等軍曹に任ぜられ、近衛騎兵連隊付となった。1900年（明治33年）秋に選抜され陸軍騎兵実施学校に入学する。1901年（明治34年）10月28日の卒業時には首席となり明治天皇より恩賜の銀時計を受けた。陸軍士官学校に入学する望みを持ち国民英学会の夜学部で学んでいたが、入学規則が改正され年齢の関係で下士官からの受験ができなくなった。1902年（明治35年）12月に士官学校へ転任し馬術教官となり、1903年（明治36年）11月に現役満期で予備役に編入された。

### 入信
1902年（明治35年）4月、近衛騎兵連隊時代に軍服を着て神田美土代町の東京キリスト教青年会会館の前を通りかかったところ、たまたま木村清松によるキリスト教説教会があり誘われて参加し、東京YMCAの会員となった。士官学校に転任してから、1903年2月に近くの東京学院内宣教師館で東京YMCA会員懇談会があり、アメリカ北部バプテストの宣教師ヘンリー・タッピング（1857-1942）と知り合い、彼の主催するバイブル・クラスに参加し四谷バプテスト教会に出席するようになり、同年5月3日にバプテスマ（洗礼）を受けた。伝道者となる思いが与えられ、同年10月に霊南坂教会（現・日本基督教団霊南坂教会）内に開校した東京伝道学校（校長・小崎弘道、1908年（明治41年）閉校）に入学した。除隊後に東京学院寄宿舎に入り、1904年（明治37年）4月東京学院高等科に入学し東京伝道学校を退学した。

### 日露戦争

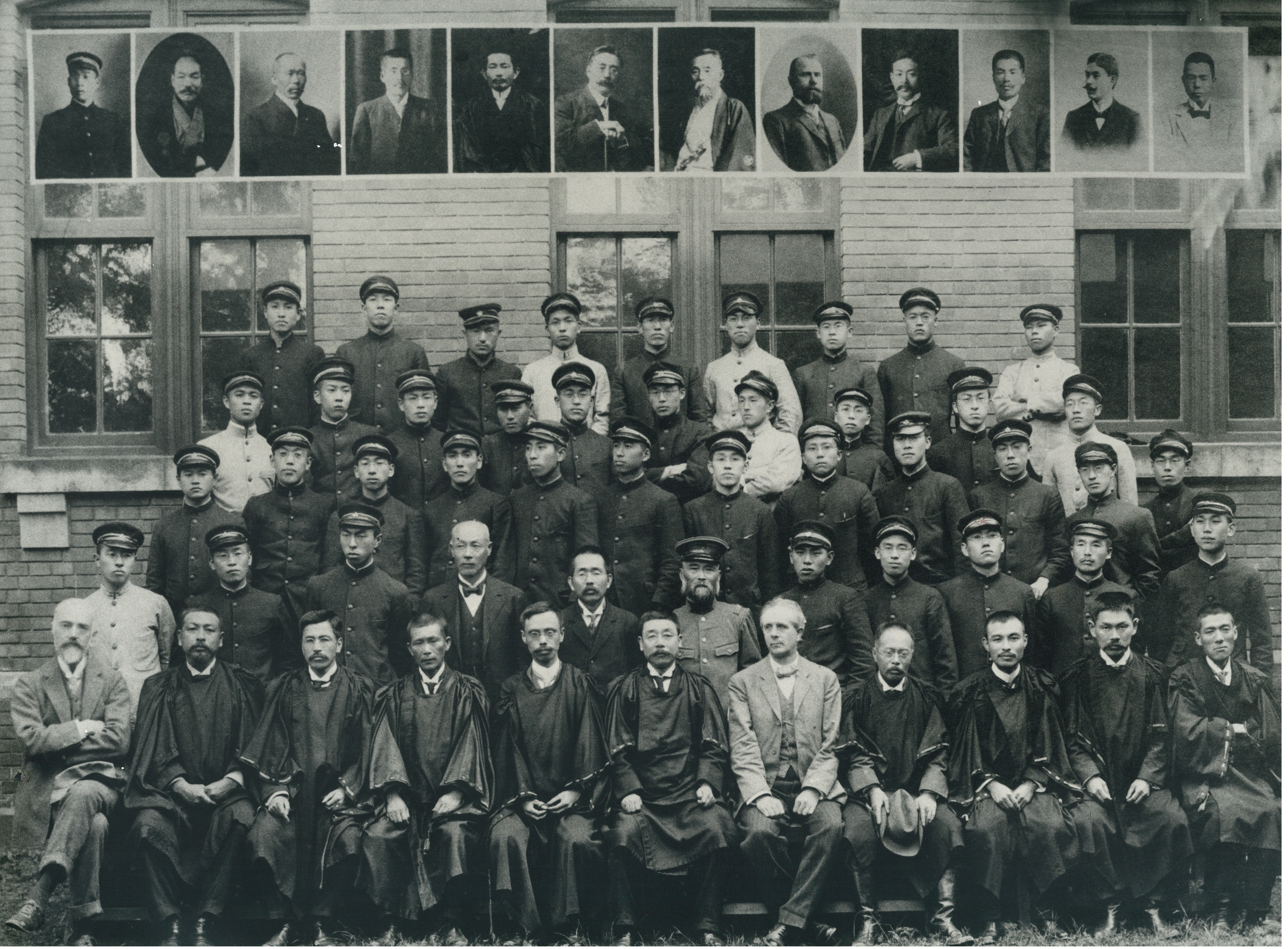
1912（明治45）年5月3日）第一高等学校文科集合写真　坂田記念館所蔵　坂田祐は二列目右から2人目

東京学院に入学して間もなく、1904年6月に日露戦争による召集を受け弘前市の第8師団騎兵第8連隊に入隊、第1中隊分隊長として黒溝台会戦、奉天会戦に参加した。従軍中に騎兵曹長、さらに騎兵特務曹長に昇進。夜営中に持参した分冊新約聖書『ヨハネ伝』を部下に配って聖書講義を行い、また友人が送ってくれる内村鑑三発刊の『聖書之研究』などを熟読した。戦争終結後の1905年（明治38年）10月には、戦死した所属部隊将兵の遺体発掘と火葬、遺骨収集を命ぜられ、部下と共に2週間ほど従事した。戦争の悲惨さを体験し非戦主義者となった。1906年（明治39年）3月に弘前市の原隊に帰還し、同年8月に陸軍技手に任じられ陸軍省軍馬補充部大山支部（現在の鳥取県西伯郡大山町に所在）に赴任した。

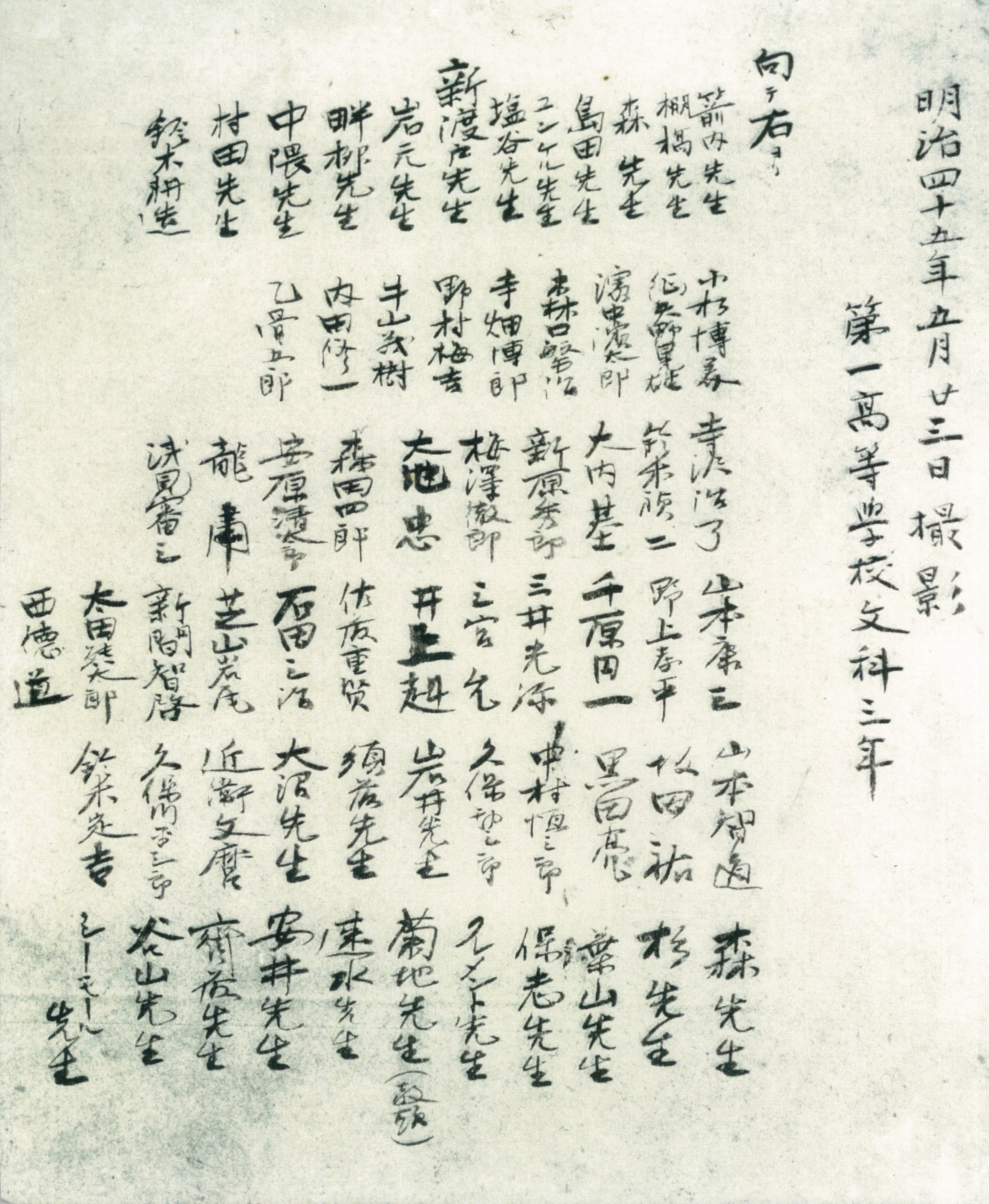
第一高等学校文科集合写真名列　坂田記念館所蔵

### 学生時代
1906年4月に坂田チヱと結婚し坂田姓となる。さらに勉学を続けたいとの思いが強く1907年（明治40年）6月に依願免官、同年9月に高等学校受験資格を得るため東京学院中等科4年に編入学し1909年（明治42年）3月に卒業した。その後、1912年（明治45年）7月1日第一高等学校第一部文科を卒業、1915年（大正4年）7月東京帝国大学文科大学哲学科を卒業した。1911年（明治44年）10月に私淑していた内村鑑三の弟子となることを許され、翌年1月に南原繁ら9名で白雨会を結成した。以後、内村から教えを受けると共に、その学んだことをもって母教会のために尽くせとの勧めがあり、終生バプテスト教会員であった。

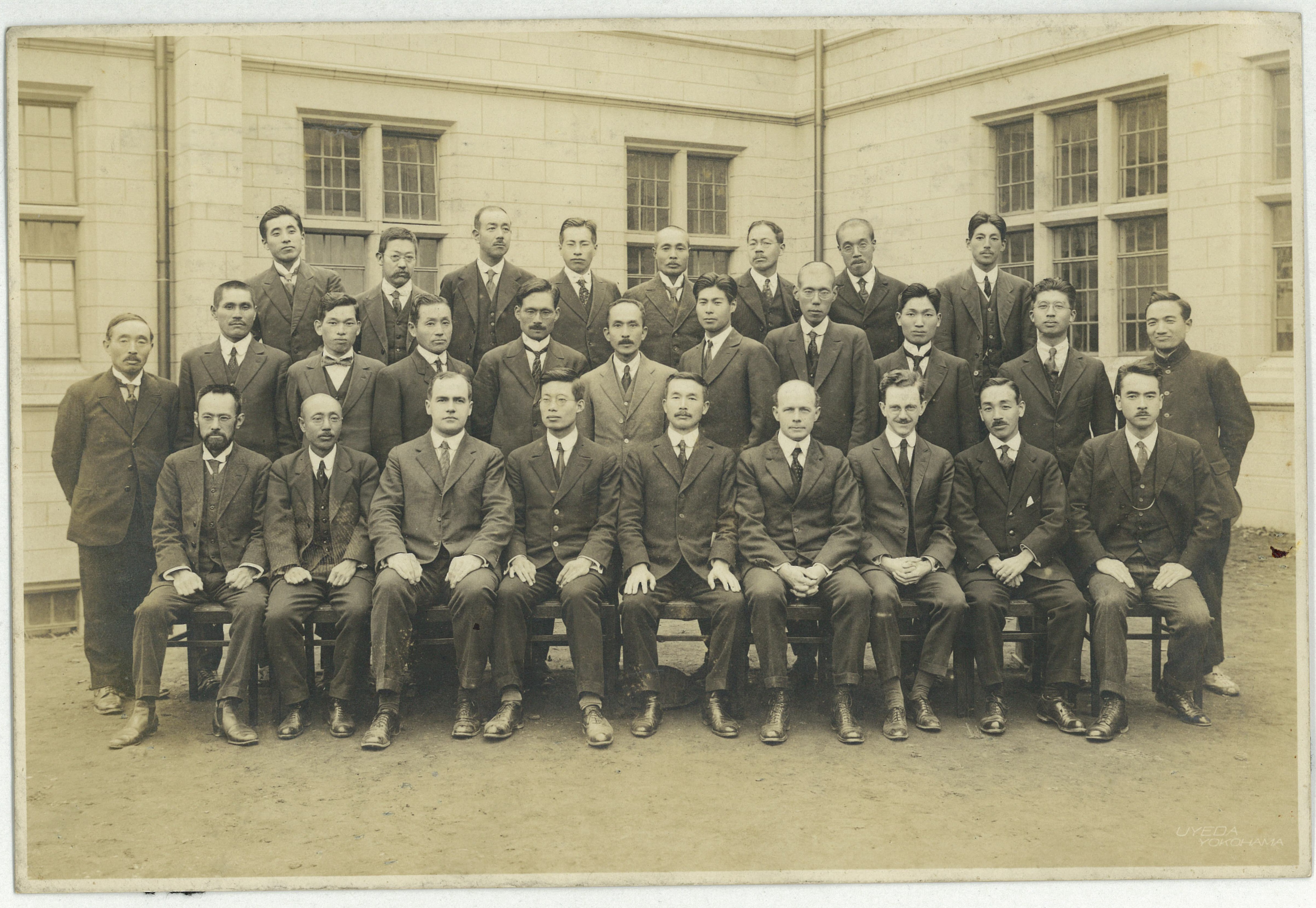
1919年設立の中学関東学院、1921（大正11）年11月　初期の教職員　坂田記念館所蔵　前列中央に坂田祐院長

### 関東学院時代

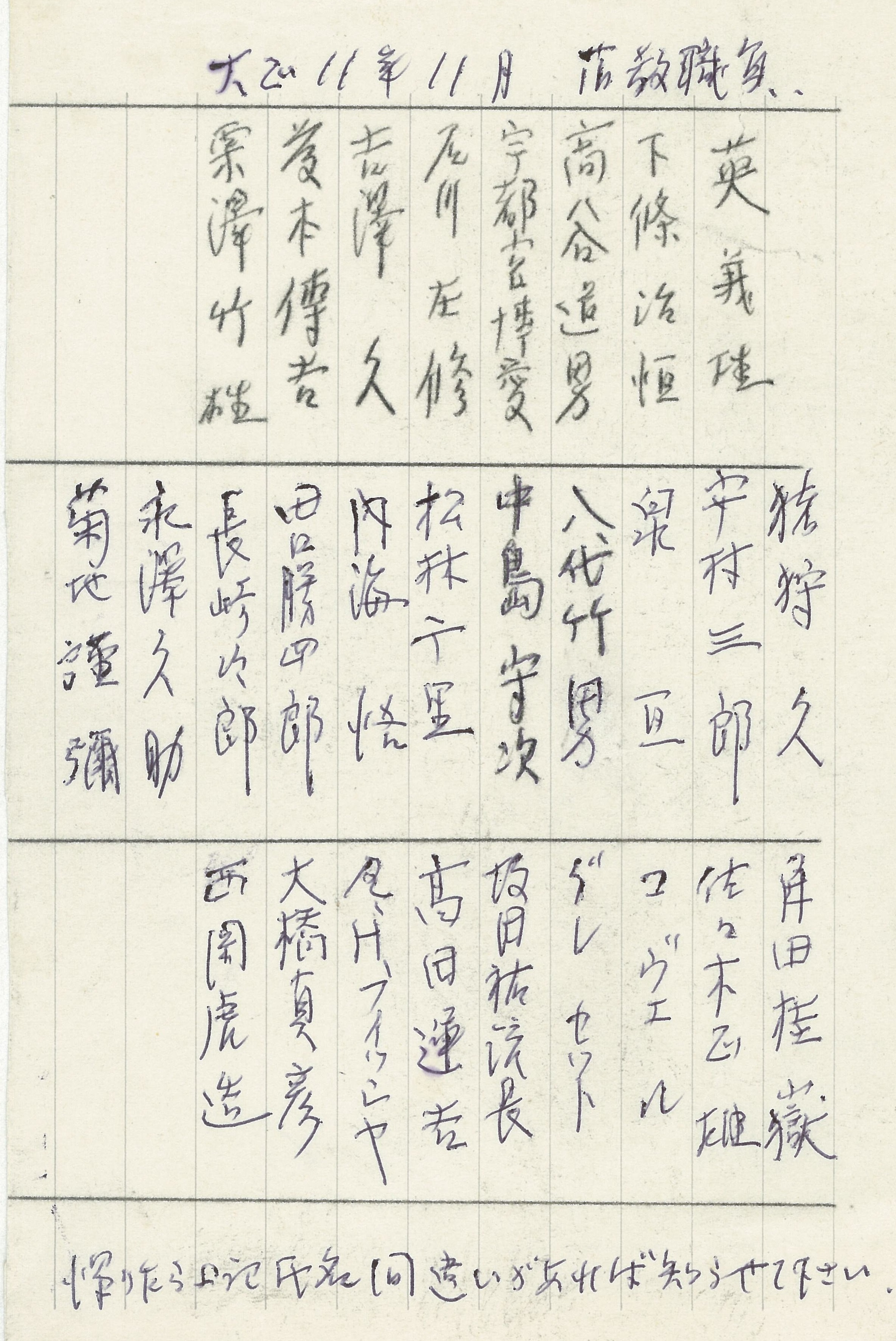
中学関東学院初期の教職員名列（1921年11月）　坂田記念館所蔵

大学卒業と同時に東京学院の教師に就任し、日本バプテスト神学校の講師を兼任した。東京学院中学部では修身を、神学校では倫理学、哲学史などを教えた。アメリカ北部バプテストは1917年（大正6年）3月に東京学院中学部を廃止し、横浜に新しく中学校を開設することを決定し、坂田がその責任者となった。1919年（大正8年）、私立中学関東学院が横浜市南太田町字霞耕地1868番地（現・南区三春台4）に開校し、坂田は学院長として4月9日の第1回入学式に臨み、式辞の中で関東学院の校訓となる「人になれ　奉仕せよ」について述べた。1923年（大正12年）9月1日の関東大震災により鉄筋コンクリートの校舎が全壊した。そこで学校の復興に尽力し、1924年（大正13年）にアメリカ北部バプテストから招かれ、北部バプテスト大会で復興に対する支援を訴えた。東京学院も震災で被害を受け、その復興を検討した結果、1927年（昭和2年）4月に東京学院と中学関東学院が合併して、横浜市に神学部、高等学部、中学部からなる財団法人関東学院を組織し、高等学部長・中学部長に就任した。また、1932年（昭和7年）から1946年（昭和21年）まで捜真女学校校長を兼務した。1933年（昭和8年）5月に副院長、1937年（昭和12年）4月に院長に就任、1944年（昭和19年）5月に理事長を兼務した。1940年（昭和15年）妻チヱが病死し、1941年（昭和16年）に佐々木トシと再婚した。

#### 戦時中
戦時下において、神奈川県庁からは学則にあるキリスト教教育の項を削除するよう要求があったり、陸軍から宗教教育を止めるよう申し入れを受けるなどの圧迫があったが、それに従うことはなかった。しかし、宮城遙拝と神社参拝については受け入れざるを得なかった。1945年（昭和20年）5月29日の横浜大空襲により全校舎の四分の三を失ったが、鉄筋コンクリートの中学部本館（現・関東学院中学校旧本館、1929年（昭和4年）築、横浜市認定歴史的建造物、J・H・モーガン設計）を中学部1年生と共に懸命に作業し延焼を防いだ。

#### 戦後・晩年
戦後の復興に尽力し、1949年（昭和24年）4月に新制大学（経済学部・工学部）が設立され、8月に理事長を退任し、10月に大学長に就任し1954年（昭和29年）4月まで在任した。1959年（昭和34年）12月に学校法人関東学院理事長に就任し1968年（昭和43年）3月まで在任した。1965年（昭和40年）3月に院長を辞任し名誉院長となった。1969年12月16日に老衰のため死去し、横浜市三ツ沢墓地に葬られた。

## 賞
- 1906年（明治39年） 功七級金鵄勲章、勲七等青色桐葉章
- 1952年（昭和27年） 神奈川文化賞
- 1954年（昭和29年） 藍綬褒章
- 1965年（昭和40年） 勲三等旭日中綬章、横浜文化賞